# Bahnhof Essen-Borbeck
Der Bahnhof Essen-Borbeck ist ein Nahverkehrshalt im Essener Stadtteil Borbeck.

## Geschichte
Zur Zeit der Industrialisierung im Ruhrgebiet ging am 1. Dezember 1872 ein Teilstück der von der Rheinischen Eisenbahn-Gesellschaft betriebenen Bahnstrecke Mülheim-Heißen–Oberhausen-Osterfeld Nord zwischen Heißen über den Abzweig Schönebeck und Borbeck bis Frintrop zunächst für den Güterverkehr in Betrieb. Borbeck war mit den hier vorhandenen Steinkohlevorkommen Industriestandort. Die Betriebsaufnahme für den Personenverkehr folgte am 1. Juli 1879 zwischen Heißen und Osterfeld Nord. Die Bahngleise, sieben Doppelgleise für Güter- und Personenverkehr, befanden sich etwa im Verlauf der heutigen Heinrich-Brauns-Straße. 1908 wurde damit begonnen, die Gleise auf einen Damm zu verlegen.
Am 25. März 1912 ging die Verbindungsstrecke zum damaligen Bahnhof Essen-Altendorf an der Bahnstrecke Osterath–Dortmund Süd für den Güterverkehr in Betrieb. Personenverkehr fand hier zwischen Juni 1925 und Mai 1950 statt. Diese Verbindung wurde noch 1980 für den Güterverkehr elektrifiziert, jedoch im August 1984 stillgelegt und der Abzweig im folgenden Jahr abgebaut.
Der mit dem Namen Borbeck eröffnete Bahnhof ist 1922 in Essen-Borbeck umbenannt worden, nachdem Borbeck zuvor 1915 zur Stadt Essen eingemeindet worden war. 
2007 ist das im Februar 1974 in Betrieb gegangene Stellwerk (Ebo) außer Betrieb genommen worden, wobei die bisherigen Ein- und Ausfahrsignale durch Selbstblocksignale ersetzt und die Weichenverbindung zwischen Gleis 1 und Gleis 2 (Überleitung aus Richtung Essen-Borbeck Süd nach Bottrop, einseitiger Gleiswechselbetrieb für den Güterverkehr) stillgelegt sowie in der Folge ausgebaut wurden. In diesem Zuge hat die Deutsche Bahn am 14. Oktober 2007 den Bahnhof nach Eisenbahn-Bau- und Betriebsordnung in einen Haltepunkt umgewidmet.

### Empfangshalle

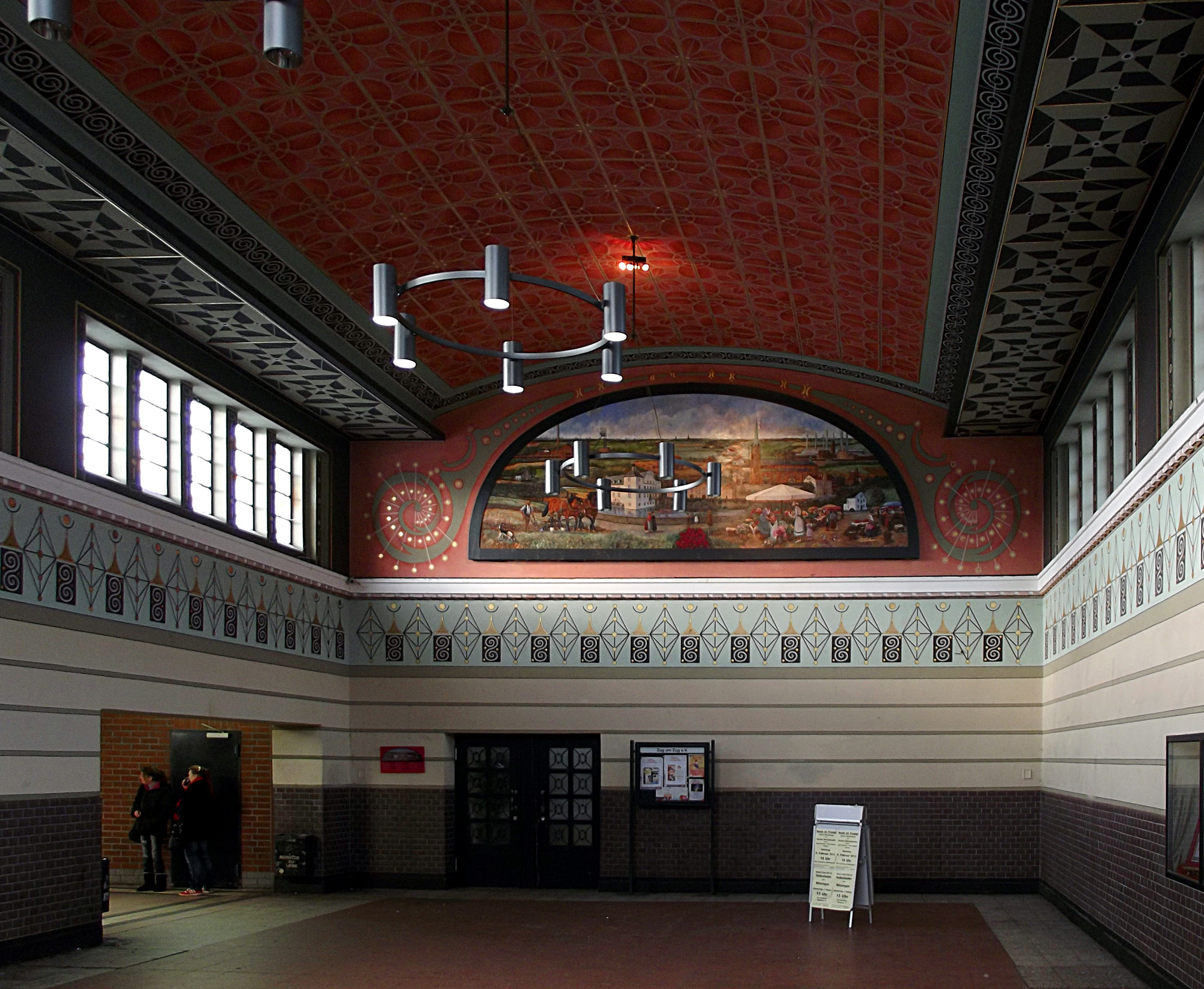
Empfangshalle mit Gemälde von Adolf Lohmann

Das Empfangsgebäude des Borbecker Bahnhofes entstand 1911 im Zuge der Hochlegung der Gleise auf einen Bahndamm. Seit 1990 steht es unter Denkmalschutz. Ursprünglich besaß es einen Fahrkartenschalter, eine Polizeistation, eine Wartehalle für die 1. und 2. Wagenklasse und eine für die 3. und 4. Klasse, eine Gepäckabfertigung und einen Nichtraucherbereich. Erst 1992 baute man im Rahmen umfangreicher Sanierungsarbeiten eine Unterführung von der Fürstäbtissinstraße zu den Gleisen und weiter zum Empfangsgebäude. In diesem Zuge wurde der Bahndamm schmaler gestaltet und der Busbahnhof neu angelegt.

Um das Jahr 2000 ging das bis dahin inzwischen verkommene Empfangsgebäude, für das die Deutsche Bahn keine Verwendung mehr sah, für 690.000 Deutsche Mark in Privatbesitz über. Es folgte seine Sanierung. 2001 entstand innerhalb von acht Monaten ein fünf Meter breites Ölgemälde in der Alten Cuesterey, einem etwa 200 Jahre alten Haus in Borbeck, geplant und ausgeführt durch eine Borbecker Firma und gestaltet von Adolf Lohmann (* 1928; † 2018) mit Borbecker Motiven, darunter das Schloss Borbeck, die St.-Dionysius-Kirche, der Steenkamp-Hof, die Zeche Kronprinz und Voßgätters Mühle. Im Beisein des damaligen Oberbürgermeisters Wolfgang Reiniger wurde die Empfangshalle am 12. April 2001 eingeweiht. Noch einmal wurde die gesamte Halle im Jahr 2013 renoviert. Sie kann für Veranstaltungen und Ausstellungen genutzt werden.

## Heutige Situation
Der Bahnhof wird im Schienenpersonennahverkehr von der S-Bahn-Linie S9 (Kursbuchstrecke 450.9) und dem Regionalexpress RE14 der NordWestBahn (Kursbuchstrecke 423) bedient. Er liegt an der Bahnstrecke Mülheim-Heißen–Oberhausen-Osterfeld Nord. 
Im Betriebsstellenverzeichnis der Deutschen Bahn hat der Bahnhof das Kürzel EEBB und wird in der Preisklasse 4 als Nahverkehrssystemhalt geführt.
Der Bahnhof hat heute einen Mittelbahnsteig mit den Gleisen 1 (Richtung Süden) und 2 (Richtung Norden). Der ehemals vorhandene Hausbahnsteig ist gleislos und stillgelegt. Die einstige Verbindungsstrecke zum ehemaligen Bahnhof Essen-Altendorf ist seit September 2013 zum Fuß- und Radweg umgestaltet.
Es wird ein angenäherter 15-Minuten-Takt nach Essen Hbf und – in anderer Fahrtrichtung – nach Bottrop Hbf sowie Gladbeck West durch die Linien RE 14 und S 9 angeboten.
Eine Direktverbindung besteht alle 30 Minuten nach Wuppertal Hbf (S 9), Dorsten (RE 14) sowie alle 60 Minuten nach Hagen Hbf (S 9), Recklinghausen Hbf (S 9), Haltern am See (S 9) und Borken (RE 14) / Coesfeld (RE 14).
Auf dem Bahnhofsvorplatz liegt der Busbahnhof Essen-Borbeck Bf. Dort verkehren die Straßenbahnlinie 103 nach Essen-Dellwig und Essen-Steele, sowie die Buslinien 140, 143, 160, 170, 185 und 186 innerhalb Richtungen Essens, wobei die Linien 143 und 185 Oberhausen und die Buslinie 186 Bottrop mit Essen verbindet.

### Eisenbahn
| Linie | Linienverlauf | Takt                                                                       | Betreiber     |
| ----- | --- | -------------------------------------------------------------------------- | ------------- |
| S 9   | Linienweg 1: Haltern am See – Marl-Hamm – Marl Mitte – GE-Hassel – GE-Buer Nord – Linienweg 2: Recklinghausen Hbf – Herten (Westf) – Hauptlinienweg: Gladbeck West – Bottrop-Boy – Bottrop Hbf – E-Dellwig Ost – E-Gerschede – E-Borbeck – E-Borbeck Süd – Essen West – Essen Hbf – E-Steele – E-Überruhr – E-Holthausen – E-Kupferdreh – Velbert-Nierenhof – Velbert-Langenberg – Velbert-Neviges – Velbert-Rosenhügel – Wülfrath-Aprath – W-Vohwinkel – W-Sonnborn – W-Zoologischer Garten – W-Steinbeck – Wuppertal Hbf – W-Unterbarmen – W-Barmen – W-Oberbarmen – W-Langerfeld – Schwelm West – Schwelm – Gevelsberg West – Gevelsberg-Kipp – Gevelsberg Hbf – Gevelsberg-Knapp – HA-Westerbauer – HA-Heubing – HA-Wehringhausen – Hagen Hbf Stand: Fahrplanwechsel Dezember 2023 | 60 min (je Linienast) 30 min (Gladbeck–Wuppertal) 60 min (Wuppertal–Hagen) | DB Regio      |
| RE 14 | Emscher-Münsterland-Express: Zugteil 1: Borken (Westf) – Marbeck-Heiden – Rhade – Deuten – Hervest-Dorsten – Dorsten Zugteil 2: Coesfeld (Westf) – Reken-Maria Veen – Reken – Reken-Klein Reken – Lembeck – Wulfen (Westf) – Hervest-Dorsten – Dorsten Flügelung bzw. Wiedervereinigung: Dorsten – Feldhausen – Gladbeck-Zweckel – Gladbeck West – Bottrop Hbf – Essen-Borbeck – Essen West (nur Züge bis/ab Dorsten) – Essen Hbf Stand: Fahrplanwechsel Dezember 2023 | 60 min 30 min (Dorsten–Essen werktags)                                     | RheinRuhrBahn |

### Bus und Straßenbahn
| Linie | Linienverlauf | Takt                                                                              |
| ----- | --- | --------------------------------------------------------------------------------- |
| 103   | Dellwig Wertstraße – Essen-Dellwig Bf – Gerschede – Borbeck Germaniaplatz – Borbeck Bf – Schloss Borbeck – Borbeck Süd Bf – Helenenstraße – U Berliner Platz – U Rheinischer Platz – U Rathaus Essen – U Essen Hbf (nur abends sowie sonn-/feiertags) / (Hollestraße – Huttrop – Steele ) | 10 min                                                                            |
| 140   | Borbeck Bf – Schloss Borbeck – Borbeck Germaniaplatz – Altenessen Bf – Stoppenberg Ernestinenstraße | 20 min                                                                            |
| 143   | Borbeck Bf – Borbeck Lindnerpl. – Essen-Gerschede – Bedingrade – Essen-Frintrop – Oberhausen-Bermensfeld – Knappenmarkt – Bismarckstraße – Rathaus – Oberhausen Hbf – DU-Obermeiderich Bf – Oberhausen-Alstaden Fröbelplatz                                                               | 20 min 10 min (HVZ)                                                               |
| 160   | Borbeck Bf – Altendorf Schölerpad – Nöggerathstr. – Frohnhausen, Gervinusstr. – Holsterhausen – Rüttenscheid Martinstraße – Bergerhausen Huttropstr. – Huttrop Schwanenbuschstr. – Frillendorf – Stoppenberg Ernestinenstr.                                                               | 20 min                                                                            |
| 170   | Borbeck Bf – Borbeck Germaniaplatz – Bergeborbeck – Vogelheim – Altenessen Mitte – Katernberger Markt – Zollverein Nord Bf – Schonnebeck – Zeche Bonifacius – Kray Nord Bf – Kray Mitte – Leithe – Freisenbruch – Steele Ost – Steele                                                     | 10 min (HVZ: 5 min) (Borbeck–Kray Mitte) 20 min (HVZ: 10 min) (Kray Mitte–Steele) |
| 185   | Borbeck Bf – Borbeck Fürstäbtissinstr. – Bedingrade – Essen-Gerschede – Dellwig – Essen-Dellwig Bf – Essen-Frintrop – Neue Mitte Oberhausen | 20 min                                                                            |
| 186   | Bottrop ZOB Berliner Platz – Bottrop Hbf – Ebel Zeche Prosper – Essen-Dellwig Schilfstr. – Gerscheder Weiden – Borbeck Germaniaplatz – Borbeck Bf – Bedingrade – Schönebeck – Borbeck Süd Bf – Altendorf Schölerpad                                                                       | 20 min                                                                            |